# HMS Ranee (D03)
HMS Ranee (D03), nguyên là tàu sân bay hộ tống USS Niantic (CVE-46) (ký hiệu lườn ban đầu AVG-46 và sau đó là ACV-46) của Hải quân Hoa Kỳ thuộc lớp Bogue, được chuyển cho Hải quân Hoàng gia Anh Quốc và đã hoạt động trong Chiến tranh Thế giới thứ hai.
Niantic, thoạt tiên dự định mang ký hiệu lườn AVG-46, được xếp lại lớp thành ACV-46 vào ngày 20 tháng 8 năm 1942. Nó được đặt lườn vào ngày 5 tháng 1 năm 1943 tại xưởng đóng tàu của hãng Seattle-Tacoma Shipbuilding ở Tacoma, Washington; được hạ thủy vào ngày 2 tháng 6 năm 1943, được đỡ đầu bởi Bà Ray V. Blanco, và được xếp lại lớp một lần nữa với ký hiệu lườn CVE-46 vào ngày 15 tháng 7 năm 1943. Nó được chuyển cho Anh Quốc vào ngày 8 tháng 11 năm 1943 theo chương trình Cho thuê-cho mượn, được đổi tên thành HMS Ranee (D03), và đã hoạt động trong chiến tranh như một chiếc thuộc lớp Ameer.
Ranee phục vụ như một tàu sân bay chống tàu ngầm, tuần tra và hộ tống các đoàn tàu vận tải tại Đại Tây Dương chống lại các tàu ngầm U-boat cùng một số hoạt động huấn luyện.
Sau chiến tranh, nó được hoàn trả cho Hoa Kỳ tại Norfolk, Virginia vào ngày 21 tháng 11 năm 1946. Được xem là không còn cần đến trong việc phòng thủ, nó được rút khỏi danh sách Đăng bạ Hải quân vào ngày 22 tháng 1 năm 1947, rồi được bán cho hãng Waterman Steamship Corporation Mobile, Alabama, vào ngày 9 tháng 6 năm 1947 để hoạt động hàng hải thương mại tư nhân dưới tên gọi Friesland, sau đó đổi tên thành Pacific Breeze. Nó được tháo dỡ tại Đài Loan vào năm 1974.